# Tetrapsyllus satyrus
Tetrapsyllus satyrus är en loppart som beskrevs av Beaucournu et Torres-mura 1986. Tetrapsyllus satyrus ingår i släktet Tetrapsyllus och familjen Rhopalopsyllidae. Inga underarter finns listade i Catalogue of Life.